# Ajtetic Bajo
Ajtetic Bajo är en ort i Mexiko.   Den ligger i kommunen Zinacantán och delstaten Chiapas, i den sydöstra delen av landet, 700 km öster om huvudstaden Mexico City. Ajtetic Bajo ligger 1 532 meter över havet och antalet invånare är 333.
Terrängen runt Ajtetic Bajo är varierad. Runt Ajtetic Bajo är det ganska tätbefolkat, med 54 invånare per kvadratkilometer. Närmaste större samhälle är Chiapa de Corzo, 19,3 km väster om Ajtetic Bajo. I omgivningarna runt Ajtetic Bajo växer huvudsakligen savannskog.